# Krautrock
Krautrock (tysk: Kosmische Musik, "kosmisk musikk" eller Elektronische Musik, "elektronisk musik") er en bred musikgenre af eksperimentel rock, som blev udviklet i Tyskland i slutningen af 1960'erne. Begrebet "krautrock" blev opfundet af engelsktalende journalister som en nedladende betegnelse for en række tyske bands som var inspireret af forskellige kilder som psykedelisk musik, avantgarde musik, elektronisk musik, funk, minimalisme, jazzens improvisation, og forskellige former for verdensmusik. I stor grad adskilt fra traditionel blues og rock and roll som blev udøvet i britisk og amerikansk rock på denne tid, bidrog perioden til evolution af elektronisk musik og ambient musik foruden fødslen af post-punk, alternativ rock, og new age-musik. Betydningsfulde grupper var Can, Kraftwerk, Neu!, Ash Ra Tempel, Tangerine Dream, Popol Vuh (ikke til at forveksles med norske Popol Ace), og Faust.